# Robert Woytowich
Robert Ivan Woytowich, dit Bob Woytowich (18 août 1941 — 30 juillet 1988) était un joueur professionnel de hockey sur glace. Il a évolué en tant que défenseur dans les ligues d'Amérique du Nord entre 1967 et 1977.

## Carrière
Né à Winnipeg, ville du Manitoba, il joue en 1961-1962 la finale de la Coupe Memorial avec les Wheat Kings de Brandon et en 1964-1965, il fait ses débuts dans l'organisation des Bruins de Boston de la Ligue nationale de hockey jouant une vingtaine de matchs dans la LNH et le double dans la Ligue américaine de hockey avec l'équipe affiliée à la franchise de la LNH : les Bears de Hershey.
Il joue encore deux saisons avec les Bruins avant de participer au repêchage d'expansion de la LNH en 1967. Il est alors choisi par les North Stars du Minnesota et devient alors leur premier capitaine de leur histoire.
Il ne reste pas longtemps avec les North Stars puisque pour la saison suivante, il rejoint les Penguins de Pittsburgh en retour du premier choix de l'équipe pour le repêchage amateur de 1972. Il passe alors un peu plus de quatre saisons avec les Penguins. Il est nommé en 1970 dans l'équipe type de l'association des Penguins en compagnie de Dean Prentice. Cette même année, il est choisi pour jouer le 23e Match des étoiles de la LNH et va réaliser une passe décisive pour l'unique but de son association.
Au cours de la saison 1971-1972, il va rejoindre les Kings de Los Angeles en retour de Al McDonough. Il y passe la fin de la saison avant de quitter la LNH et de retourner vivre dans sa ville natale.
Il signe alors pour les Jets qui évoluent dans l'Association mondiale de hockey et pour la première saison de la nouvelle ligue, il va aller avec son équipe en finale du trophée mondial Avco, l'équipe perdant 4 buts à 1. Il reste pendant trois saisons et demie dans sa ville natale avant d'être vendu aux Racers d'Indianapolis avec qu'il joue la fin de la saison et la suivante avant de quitter le hockey majeur.
En 1976-1977, il est joueur-entraîneur pour les Comets de Mohawk Valley de la première North American Hockey League. Il décède en 1988 dans sa ville natale à la suite d'une crise cardiaque alors qu'il était au volant de sa voiture. Il est par la suite admis au temple de la renommée du Manitoba.

## Statistiques
| Saison     | Équipe                   | Ligue      |     | Saison régulière | Saison régulière | Saison régulière | Saison régulière | Saison régulière |   | Séries éliminatoires | Séries éliminatoires | Séries éliminatoires | Séries éliminatoires | Séries éliminatoires |
| Saison     | Équipe                   | Ligue      | PJ  | B                | A                | Pts              | Pun              | PJ               | B | A                    | Pts                  | Pun                  |                      |                      |
| 1960-1961  | Totems de Seattle        | WHL        | 2   | 0                | 0                | 0                | 0                | -                | - | -                    | -                    | -                    |                      |                      |
|            |                          |            |     |                  |                  |                  |                  |                  |   |                      |                      |                      |                      |                      |
| 1962-1963  | Wolves de Sudbury        | EPHL       | 71  | 17               | 27               | 44               | 69               | 8                | 0 | 3                    | 3                    | 8                    |                      |                      |
| 1963-1964  | Rangers de Saint Paul    | CPHL       | 68  | 9                | 31               | 40               | 101              | 11               | 2 | 4                    | 6                    | 8                    |                      |                      |
| 1964-1965  | Bears de Hershey         | LAH        | 48  | 5                | 21               | 26               | 56               | -                | - | -                    | -                    | -                    |                      |                      |
| 1964-1965  | Bruins de Boston         | LNH        | 21  | 2                | 10               | 12               | 16               | -                | - | -                    | -                    | -                    |                      |                      |
| 1965-1966  | Bruins de Boston         | LNH        | 68  | 2                | 17               | 19               | 75               | -                | - | -                    | -                    | -                    |                      |                      |
| 1966-1967  | Bruins de Boston         | LNH        | 64  | 2                | 7                | 9                | 43               | -                | - | -                    | -                    | -                    |                      |                      |
| 1967-1968  | North Stars du Minnesota | LNH        | 66  | 4                | 17               | 21               | 63               | 14               | 0 | 1                    | 1                    | 18                   |                      |                      |
| 1968-1969  | Penguins de Pittsburgh   | LNH        | 71  | 9                | 20               | 29               | 62               | -                | - | -                    | -                    | -                    |                      |                      |
| 1969-1970  | Penguins de Pittsburgh   | LNH        | 68  | 8                | 25               | 33               | 49               | 10               | 1 | 2                    | 3                    | 2                    |                      |                      |
| 1970-1971  | Penguins de Pittsburgh   | LNH        | 78  | 4                | 22               | 26               | 30               | -                | - | -                    | -                    | -                    |                      |                      |
| 1971-1972  | Penguins de Pittsburgh   | LNH        | 31  | 1                | 4                | 5                | 8                | -                | - | -                    | -                    | -                    |                      |                      |
| 1971-1972  | Kings de Los Angeles     | LNH        | 36  | 0                | 4                | 4                | 6                | -                | - | -                    | -                    | -                    |                      |                      |
| 1972-1973  | Jets de Winnipeg         | AMH        | 62  | 2                | 4                | 6                | 47               | 14               | 1 | 1                    | 2                    | 4                    |                      |                      |
| 1973-1974  | Jets de Winnipeg         | AMH        | 72  | 6                | 28               | 34               | 43               | 4                | 0 | 0                    | 0                    | 0                    |                      |                      |
| 1974-1975  | Jets de Winnipeg         | AMH        | 24  | 0                | 4                | 4                | 8                | -                | - | -                    | -                    | -                    |                      |                      |
| 1974-1975  | Indianapolis Racers      | AMH        | 42  | 0                | 8                | 8                | 28               | -                | - | -                    | -                    | -                    |                      |                      |
| 1975-1976  | Indianapolis Racers      | AMH        | 42  | 1                | 7                | 8                | 14               | -                | - | -                    | -                    | -                    |                      |                      |
| 1976-1977  | Comets de Mohawk Valley  | NAHL       | 37  | 0                | 10               | 10               | 4                | -                | - | -                    | -                    | -                    |                      |                      |
| 1977-1978  | Huskies de Steinbach     | CSHL       | 0   | 0                | 1                | 1                | 7                | -                | - | -                    | -                    | -                    |                      |                      |
| Totaux AMH | Totaux AMH               | Totaux AMH | 242 | 9                | 51               | 60               | 140              | 18               | 1 | 1                    | 2                    | 4                    |                      |                      |
| Totaux LNH | Totaux LNH               | Totaux LNH |     | 503              | 32               | 126              | 158              | 352              |   | 24                   | 1                    | 3                    | 4                    | 20                   |